# スイスの国民投票の一覧
スイスの国民投票の一覧
- 2005年6月スイス国民投票（英語版）
  - シェンゲン協定への加盟について（賛成56.63%）
- 2008年2月スイス国民投票（英語版）
- 2008年6月スイス国民投票（英語版）
- 2008年11月スイス国民投票（英語版）
- 2009年2月スイス国民投票（英語版）
  - EUとの移動の自由政策の継続について（賛成51.5%）
- 2009年5月スイス国民投票（英語版）
- 2009年9月スイス国民投票（英語版）
- 2009年11月スイス国民投票（英語版）
  - 新たなミナレットの禁止について（賛成57.5%）
- 2010年3月スイス国民投票（英語版）
- 2010年9月スイス国民投票（英語版）
- 2010年11月スイス国民投票（英語版）
- 2011年2月スイス国民投票（英語版）